# Idéfix
Idéfix of Idefix is in de strips van Asterix het kleine witte hondje van Obelix.

## Introductie
Idéfix is de trouwe metgezel van Obelix, al was dat niet het geval in de eerste albums: Hij verscheen voor het eerst in De ronde van Gallia, het vijfde album in de serie. Idéfix zit daar in Lutetia (Parijs) buiten naast de deur van een charcuterie (slagerij) en vanaf het moment dat Asterix en Obelix daar ham hebben gekocht volgt hij ze gedurende de rest van het album. Idéfix is dus een Parijse straathond. Oorspronkelijk was Idéfix niet gepland als een vast personage, maar alleen voor dit ene album. Hij blijft het hele album door achter Asterix en Obelix aan rennen zonder dat de twee hem opmerken, en vormt daarmee een running gag in het album. Pas op de laatste pagina van het album ziet Obelix hem eindelijk en geeft hem een bot.
Op de laatste afbeelding loopt hij het dorp uit en het was de bedoeling dat hij niet meer zou terugkeren. Idéfix bleek echter zo'n succes bij lezers van het album dat de schrijvers besloten hem tot een vast personage te maken. In het volgende album, Asterix en Cleopatra, wordt hij voor het eerst bij naam genoemd en heeft hij een belangrijkere rol, waarbij hij ook blijk geeft van intelligentie en karakter. In De Grote Oversteek gaat Idéfix zo een gesprek aan met een Deense dog en beide honden nemen onmiddellijk elkaars 'taal' over, terwijl Asterix en de Noormannen er niet in slagen elkaar te begrijpen. Hij neemt ook sommige aspecten over van Obelix, zoals diens 'rare jongens'-gebaar. Obelix probeert hem menhirs te leren apporteren, wat eveneens een running gag vormt.

## Naamgeving
De naam Idéfix is afgeleid van het Franse idée fixe, een waanidee dat hardnekkig beleefd wordt. Deze naam werd gekozen uit de inzendingen voor een wedstrijd georganiseerd door het stripblad Pilote naar aanleiding van de publicatie van De ronde van Gallia. In de Engelse vertaling van de strips is het hondje Dogmatix genoemd (een woordspeling op 'dog' = hond en dogma), wat in andere talen wordt overgenomen, waardoor Idéfix en Dogmatix zowat de enige benamingen zijn voor het kleine hondje.

## Een gevoelige hond
Idéfix is een hond die van bomen houdt. Als Obelix een boom uit de grond trekt, of een boom geveld wordt, begint Idéfix spontaan te janken.
Net als Obelix gebruikt Idéfix het gebaar dat steevast bij "rare jongens, die..." hoort, met een vinger tegen de slaap tikken.
Verder is Idéfix niet opgezet met vrouwelijke aandacht voor Obelix, zoals blijkt in Asterix en het Eerste Legioen, tot de vrouw in dit verhaal, Walhalla, hem toevertrouwd wordt voor Obelix en Asterix vertrekken op hun nieuwe missie, en de weerspannige hond een kus geeft.
Idéfix gaat niet vaak mee op reis, maar er zijn momenten dat zijn aanwezigheid het verschil maakt, zoals in het geval van Asterix en Cleopatra of om kleine Pépé in de gaten te houden in Asterix in Hispania. Zijn rol in de tekenfilms is beduidend groter. 
In het album Asterix en Latraviata verdwijnt Idéfix even, tot grote bezorgdheid van Obelix. Pas op het laatste plaatje keert hij terug, en is niet alleen: hij heeft het hondje, dat hij halverwege het album tegenkomt, gevolgd en samen een gezinnetje opgestart. Obelix noch Asterix weten dit, en het verhaal sluit af voor dit onthuld wordt aan beide vrienden. Ironisch genoeg is hij de enige in het album die zich bindt en een gezinnetje sticht, waar Asterix en Obelix door hun moeders tevergeefs hiertoe werden bewogen. 

## Boeken
Idéfix heeft ook een eigen boekenreeks met de titel Une aventure d'Idéfix - La mascotte d'Astérix et d'Obelix, die van 1972 tot en met 1974 werd uitgegeven door uitgeverij Le Lombard. Deze werden geschreven door René Goscinny en geïllustreerd door Albert Uderzo. Er werden vier delen uitgegeven in het Nederlands door Dargaud onder de titel Een avontuur van Idéfix - Het slimme hondje van Asterix en Obelix.
| No. | Franse titel               | Jaar | Nederlandse titel                | Jaar |
| --- | -------------------------- | ---- | -------------------------------- | ---- |
| 1.  | Idéfix se fait un ami      | 1972 | Idéfix maakt een vriend          | 1972 |
| 2.  | La chasse au sanglier      | 1972 | Idéfix vangt een everzwijn       | 1972 |
| 3.  | L'orage                    | 1972 | Idéfix redt een jongetje         | 1972 |
| 4.  | Un goûter bien mérité      | 1972 | Idéfix verdient een lekker hapje | 1972 |
| 5.  | Idéfix et le bébé          | 1973 | -                                | -    |
| 6.  | Idéfix et le poisson clown | 1973 | -                                | -    |
| 7.  | Idéfix à la neige          | 1973 | -                                | -    |
| 8.  | L'anniversaire d'Idéfix    | 1973 | -                                | -    |
| 9.  | Idéfix fait du sport       | 1973 | -                                | -    |
| 10. | Idéfix et la petite fille  | 1973 | -                                | -    |
| 11. | Une folle poursuite        | 1973 | -                                | -    |
| 12. | Idéfix au cirque           | 1973 | -                                | -    |
| 13. | Idéfix magicien            | 1974 | -                                | -    |
| 14. | Idéfix et le perroquet     | 1974 | -                                | -    |
| 15. | Idéfix s’en va-t’en guerre | 1974 | -                                | -    |
| 16. | Idéfix et le petit lapin   | 1974 | -                                | -    |

In 1982 verschenen nog twee boekjes bij Les Éditions Albert René met de titels Idéfix et le vilain petit aiglon en Idéfix et la grande fringale.

## Animatiereeks en stripreeks
In 2018 werd begonnen aan een prequel-animatieserie rond Idefix, die zich afspeelt in Lutetia  en zich afspeelt in het jaar 52 voor Christus. De reeks met de titel Idéfix et les Irréductibles werd in Frankrijk vanaf 2021 uitgezonden bij France Télévisions. Datzelfde jaar werd ook de Vlaamstalige versie uitgezonden op VRT Ketnet onder de naam Idefix en de onverzettelijken. Ook kwam het uit in andere talen en werd het uitgezonden in andere landen, zoals Duitsland, Canada en Zwitserland.
De 52 verhalen van de animatieserie verschijnen ook in stripvorm, waaronder in het Nederlands onder de naam Idefix en de onverzettelijken. In april 2022 kwam het eerste deel uit.
| Nr. | Album                            | Verhaal                     | Tekenaar        | Scenarist                         | Jaar |
| --- | -------------------------------- | --------------------------- | --------------- | --------------------------------- | ---- |
| 1.  | Romeinen aan de lijn             | De bal van Aerobine         | Philippe Fenech | Yves Coulon                       | 2022 |
| 1.  | Romeinen aan de lijn             | Heel Lutetia hikt!          | Jean Bastide    | Matthieu Choquet                  | 2022 |
| 1.  | Romeinen aan de lijn             | De boom in met Labienus     | Philippe Fenech | Jérome Erbin                      | 2022 |
| 2.  | De Romeinen bakken er niets van! | Eieren zoeken               | Philippe Fenech | Hervé Benedetti en Nicolas Robin  | 2022 |
| 2.  | De Romeinen bakken er niets van! | De zaak van de halsband     | Jean Bastide    | Michel Coulon                     | 2022 |
| 2.  | De Romeinen bakken er niets van! | Het standbeeld van Labienus | Philippe Fenech | Simon Lecocq                      | 2022 |
| 3.  | Lutetia, die bruisende stad!     | Het zwaard van Camulogenes  | David Etien     | Olivier Serrano                   | 2023 |
| 3.  | Lutetia, die bruisende stad!     | Brandt Lutetia?             | Philippe Fenech | Olivier Serrano                   | 2023 |
| 3.  | Lutetia, die bruisende stad!     | De wekker van Lutetia       | David Etien     | Marine Lachenaud                  | 2023 |
| 4.  | Spektakel in de arena            | Spektakel in de arena       | Philippe Fenech | Yves Coulon                       | 2023 |
| 4.  | Spektakel in de arena            | Romeinse soep               | Rudy            | Simon Lecocq                      | 2023 |
| 4.  | Spektakel in de arena            | Vliegende menhirs           | David Etien     | Cédric Bacconier                  | 2023 |
| 5.  | Idefix en de druïde              | Idefix en de druïde         | Philippe Fenech | Matthieu Choquet                  | 2024 |
| 6.  | De bosgeesten                    | De bosgeesten               | Jean Bastide    | Olivier Jean-Marie                | 2024 |
| 6.  | De bosgeesten                    | Aerobine komt terug         | Jean Bastide    | Matthieu Choquet                  | 2024 |
| 6.  | De bosgeesten                    | Kruimels en Spelen          | Jean Bastide    | Cédric Bacconier                  | 2024 |
| 7.  | Lutetia knalt                    | Lutetia knalt               | Philippe Fenech | Lison d'Andréa                    | 2025 |
| 7.  | Lutetia knalt                    | Het kelderconcert           | Philippe Fenech | Philippe Clerc en Olivier Serrano | 2025 |
| 7.  | Lutetia knalt                    | Labienus wordt legionair    | Philippe Fenech | Philippe Clerc en Olivier Serrano | 2025 |